# Dansk Bandy Forbund
Dansk Bandy Forbund, (svenska: Danska bandyförbundet), var det styrande organet för bandy och rinkbandy i Danmark. Förbundet grundades 2014 och blev medlem i Federation of International Bandy samma år. I januari 2017 har förbundet emellertid tagits bort från medlemslistan på FIB:s hemsida.